# Carmen Possnig
Carmen Possnig, née en 1988 à Klagenfurt, est une médecin autrichienne. En novembre 2022, elle est sélectionnée comme astronaute de réserve de l'Agence spatiale européenne.

## Biographie
Carmen Possnig est née en 1988 à Klagenfurt (Carinthie, Autriche). Elle étudie la médecine à l'Université de médecine de Graz et obtient son diplôme en 2014, Elle rédige sa thèse sur le thème Effects of Artificial Gravity Exposure on Orthostatic Tolerance Times in Men and Women en collaboration avec le Deutschen Zentrum für Luft- und Raumfahrt (DLR),. Elle travaille ensuite pour l'Association des hôpitaux de Vienne jusqu'en 2017.
En 2017, elle entame un séjour de 13 mois en Antarctique pour le compte de l'Agence spatiale européenne (ESA), où elle étudie les effets de l'isolement et des faibles niveaux d'oxygène sur l'équipage de la base antarctique Concordia. Elle écrit le livre Südlich vom Ende der Welt (Au sud de la fin du monde : là où la nuit dure quatre mois et où une journée chaude fait -50°C : mon année en Antarctique) sur ses expériences en 2020. Après son retour, elle commence un doctorat à l'université d'Innsbruck en 2020 sur la médecine spatiale,,. Elle travaille également à l'Institut de médecine et de physiologie spatiales (MEDES) à Toulouse (France),.
Le 23 novembre 2022, elle est présentée à Paris en tant qu'astronaute de réserve du Corps européen des astronautes dans la classe d'astronautes de l'ESA de 17 personnes 2022. Elle s'impose dans un processus de sélection parmi plus de 22 500 candidats. Dans le cas d'une affectation en tant qu'astronaute, elle serait la première Autrichienne dans l'espace. En 1991, Franz Viehböck était le seul Autrichien à avoir effectué un séjour dans l'espace dans le cadre de la mission Soyouz TM-13,. La doublure à cette époque était Clemens Lothaller.

## Publication
- (de) Südlich vom Ende der Welt: Wo die Nacht vier Monate dauert und ein warmer Tag minus 50 Grad hat – Mein Jahr in der Antarktis, Ludwig, 2020